# (47494) Gerhardangl
(47494) Gerhardangl ist ein Asteroid des Hauptgürtels, der am 4. Januar 2000 vom Schweizer Amateurastronomen Stefano Sposetti am Osservatorio Astronomico di Gnosca (IAU-Code 143) in Gnosca im Kanton Tessin entdeckt wurde.
Der Asteroid wurde am 9. April 2009 auf Vorschlag des Entdeckers nach Gerhard Dangl (* 1959), einem österreichischen Amateurastronomen, benannt. Dangl lebt im niederösterreichischen Waldviertel und beschäftigt sich hauptsächlich mit Okkultationen des Mondes und der Asteroiden.